# San Jorge de Los Chiles
San Jorge es un distrito del cantón de Los Chiles, en la provincia de Alajuela, de Costa Rica.

## Geografía
San Jorge cuenta con un área de 218,95 km² y una altitud media de 70 m s. n. m.

## Demografía
Para el año 2022, San Jorge cuenta con una población estimada de 3973 habitantes, y para el último censo efectuado, en 2011, San Jorge contaba con una población de 2673 habitantes.

## Localidades
- Cabecera: San Jorge
- Poblados: Botijo, Chimurria, Colonia París, Coquitales, Gallo Pinto (Parte), Lirios, Lucha, Montealegre (Parte), Pueblo Nuevo, San Humberto, San Isidro, Porvenir, San Rafael, Terranova, Tigra, Zamba.

## Transporte

### Carreteras
Al distrito lo atraviesan las siguientes rutas nacionales de carretera:
- Ruta nacional 35
- Ruta nacional 733
- Ruta nacional 761